# Ankarana-Fettschwanzmaki
Der Ankarana-Fettschwanzmaki (Cheirogaleus shethi) ist eine Primatenart aus der Gruppe der Lemuren, die in einem Waldkorridor in der Region Diana an der Nordspitze der Insel Madagaskar vorkommt. Der größte Teil des bisher bekannten Verbreitungsgebietes der Art steht unter Schutz. Sie wurde erst im Dezember 2016 beschrieben und nach Brian Sheth, Vorsitzender der Nichtregierungsorganisation Global Wildlife Conservation benannt.

## Merkmale
Der Holotyp, ein ausgewachsenes Weibchen, hat eine Kopf-Rumpf-Länge von 12,4 cm, einen 15,5 cm langen Schwanz und wiegt 123 g. Vier weitere untersuchte Exemplare haben Kopf-Rumpf-Längen von 16,4 bis 17,5 cm. Rücken, Arme und Beine und der Kopf sind grau, die Bauchseite ist weiß, Hände und Füße sind heller als Arme und Beine. Ein mittiger Rückenstreifen ist nicht vorhanden. Eine Gesichtsmaske ist kaum ausgeprägt. Die Region um die Augen ist etwas bräunlich. Diese Tönung verläuft nach oben über den Vorderkopf bis auf die Kopfoberseite. Zwischen den Augen sind die Tiere heller als im übrigen Gesicht. Die Ohren sind nur wenig behaart.
Von anderen Fettschwanzmakiarten kann der Ankarana-Fettschwanzmaki genetisch und morphologisch unterschieden werden. Alle anderen Arten der Cheirogaleus medius-Gruppe haben eine Kopf-Rumpf-Länge von mehr als 17,5 cm und ein Gewicht von mehr als 165 g. C. shethi ist damit die kleinste Art der Gruppe. Vom Montagne d’Ambre-Fettschwanzmaki (Cheirogaleus andysabini), einer nah verwandten Art, die nördlich der Verbreitungsgebietes von des Ankarana-Fettschwanzmakis im Nationalpark Montagne d’Ambre vorkommt, unterscheidet sich C. shethi durch die geringere Größe und das graue Fell, das Fell des Montagne d’Ambre-Fettschwanzmakis ist rötlichbraun.